# 밀양 작원관지
밀양 작원관지(密陽 鵲院關址)는 대한민국 경상남도 밀양시 삼랑진읍 검세리에 있는, 작원관(鵲院關)이 있던 곳이다.
1983년 7월 20일 경상남도의 문화재자료 제73호 작원관지으로 지정되었다가, 2018년 12월 20일 현재의 명칭으로 변경되었다.

## 개요
경상남도 밀양시 삼량진읍 검세리는 예로부터 영남지방의 동·서와 남북의 중요한 교통의 요지로, 작원관(鵲院關)이 있던 곳이다.
이곳은 여행하는 관원의 숙박소 기능과 왜적을 공격에 방어하는 기능, 작원진이라는 나루터로 출입하는 사람들과 화물을 검문하는 기능을 하였다. 즉 원(院), 관(關), 진(津)의 역할을 겸한 곳이었으며, 현재는 그 터만이 남아있다.
임진왜란 때는 밀양부사 박진 장군이 몰려오는 왜적을 맞아 결사적으로 항전을 펼친 곳으로도 유명하다.

## 같이 보기
- 박진

## 참고 문헌
- 밀양 작원관지 - 국가유산청 국가유산포털